# Ordinul dat de Lenin pentru spânzurarea culacilor
 Ordinul dat de Lenin pentru spânzurarea culacilor  este un ordin scris de mână de liderul bolșevic , datat 11 august 1918, prin care comuniștii care activau în zona Penza erau instruiți să spânzure în public cel puțin o sută de culaci (chiaburi) și de asemenea să le publice numele, să le confiște cerealele și să execute un număr nespecificat de ostatici. 
În concepția lui Lenin, prin acest ordin trebuia demonstrat "oamenilor pe o raza de sute de kilometri" printr-un exemplu, cum se luptă împotriva răscoalelor culacilor din 5 voloste (unități ale autoadministrației rurale) din regiune. Ordinul era anume adresat tovarășilor Kuraev, Boș și Minkin și cerea comuniștilor din Penza să răspundă telegrafic pentru primirea și executarea întocmai a ordinului. Regiunea Penza este situată în Câmpia Europei Răsăritene.
Ordinul a fost descoperit după deschiderea arhivelor sovietice de către Robert Service și a fost prezentat într-un documentar al BBC-ului din 1997, Dosarele secrete ale lui Lenin. 